# Zhoupu Xiang
Zhoupu Xiang (kinesiska: 周浦乡, 周浦) är en socken i Kina. Den ligger i provinsen Zhejiang, i den östra delen av landet, omkring 20 kilometer sydväst om provinshuvudstaden Hangzhou.
Genomsnittlig årsnederbörd är 1 869 millimeter. Den regnigaste månaden är juni, med i genomsnitt 328 mm nederbörd, och den torraste är november, med 74 mm nederbörd.